# 約翰·穆斯
約翰·弗雷澤·穆斯（英語：John Fraser Muth，1930年9月27日—2005年10月23日），美國經濟學家，被認為是理性預期理論之父。

## 生平
約翰·穆斯在卡内基梅隆大学取得數理經濟學博士。
1961年，提出論文《理性預期與價格變動理論》（Rational Expectations and the Theory of Price Movements），被認為是理性預期理論的開端。